# Julia Pirotte
Julia Pirotte (* 26. August 1907 in Końskowola; † 25. Juli 2000 in Warschau) war eine polnische Fotografin und Fotojournalistin, die vor allem für ihre Dokumentation der Résistance in Marseille während des Zweiten Weltkrieges und für das fotografische Festhalten der Nachwirkungen des Pogroms von Kielce 1946 bekannt ist.

## Biografie
Julia Pirotte wurde 1907 als Julia Diamant in der polnischen Kleinstadt Końskowola in eine arme jüdische Familie geboren. Als das zweite von drei Kindern wuchs sie mit dem älteren Bruder Marek (geb. 1905) und der jüngeren Schwester Mindla (geb. 1911) auf. Ihre Eltern, Baruch Diament und Sura Szejnfeld, waren Bergleute. Mutter Sura starb bereits 1916, woraufhin Baruch Diament erneut heiratete und sich die Familie in Warschau niederließ. Dort eröffnete er ein Lebensmittelgeschäft.
Bereits in jungen Jahren engagierten sich ihre Geschwister und sie politisch und traten im autoritär regierten Polen der Polnisch Kommunistischen Partei (KPP) bei, was zu einer Inhaftierung Pirottes mit 17 Jahren führte. Marek entging der Haft, indem er Zuflucht in der UdSSR bzw. in Moskau fand. Julia musste eine Haftstrafe von vier Jahren absolvieren.
1934 drohte der Aktivistin erneut ein Gefängnisaufenthalt und sie floh nach Brüssel. Dort lernte sie den Aktivisten Jean Pirotte kennen und heiratete diesen 1935. 1936 beteiligte sich Pirotte an der Organisation von Demonstrationen sowie Streiks polnischer Bergarbeiter in der Region Charleroi und schrieb Artikel sowohl für die Zeitschrift Femme als auch für die kommunistische Tageszeitung Le Drapeau rouge über die schlechten Arbeitsbedingungen und Lebensumstände der Arbeiter. Dadurch wurde die spätere Résistance-Kämpferin Suzanne Spaak auf sie aufmerksam, die der Journalistin zur Fotografie riet und ihr ihre erste Kamera schenkte. Später besuchte Pirotte einen Fotografiekurs. 1939 berichtete sie für die Agentur Foto Waro über die Baltischen Staaten.
Als Belgien 1940 von den Nationalsozialisten überfallen wurde, floh Pirotte nach Frankreich und zog nach Marseille. Auch in Frankreich engagierte sie sich politisch und trat, wie ihre Schwester Mindla, der Résistance bei. Arbeit fand sie als Pressefotografin für die Zeitungen Dimanche Illustré und die neu gegründete La Marseillaise. Im Untergrund war sie für die französische Widerstandsbewegung FTP-MOI tätig. Dort arbeitete sie als Verbindungsagentin, produzierte gefälschte Papiere und fungierte als Kurierin für Waffen und Untergrundpresse. Ihre Schwester wurde 1944 vom regierenden Vichy-Regime gefoltert und exekutiert. Ihr Bruder starb in einem sowjetischen Gulag. Unter oft gefährlichen und riskanten Bedingungen dokumentierte die Widerständlerin den von Missständen durchzogenen Alltag der Menschen in Marseille fotografisch. Auch der Aufstand der Stadt 1944, der mit der Befreiung endete, sowie die dortige Ankunft der Alliierten wurden Teil ihrer fotografischen Arbeit. Diese Bilder sind bis heute für die historische Dokumentation des Zweiten Weltkriegs äußerst wertvoll und fanden in zeitgenössischen Zeitungen vielfache Verwendung.
Nach dem Krieg bekam die Widerstandskämpferin das Croix de guerre  für besondere Handlungen während des Zweiten Weltkriegs verliehen. Pirotte setzte ihre fotografische Arbeit 1946 fort, als sie zurück in ihr Heimatland Polen ging. Als Fotojournalistin fotografierte sie für die Zeitung Trybuna Wolności und die Militärzeitschrift Żołniers Polski. Der Chefredakteur von letzterer beauftragte sie mit der Dokumentation des Pogroms von Kielce, welches noch am Tag des Auftrages nicht zu Ende war. Vom 4. auf den 5. Juli 1946 fuhr Julia Pirotte mit dem Nachtzug von Warschau nach Kielce. In Begleitung eines Offiziers erstellte sie Aufnahmen der getöteten und geschändeten Opfer, wobei sie auch Krankenhäuser besuchte und an einem Trauerzug teilnahm. Die Sicherheitsbehörde (Urząd Bezpieczeństwa, UB) konfiszierte fast alle Fotografien, die Pirotte in Kielce gemacht hatte – insgesamt drei Filmrollen mit 118 Negativen. Nur 16 Aufnahmen sind erhalten geblieben, von denen acht unmittelbar nach dem Pogrom im Żołnierz Polski veröffentlicht wurden. Diese Bilder sind etwas Besonderes, denn es existieren nur wenige visuelle Quellen der antisemitischen Gewalt in den unmittelbaren Nachkriegsjahren.
Pirotte gründete außerdem die Presse-Agentur WAF, in der sie Fotografen ausbildete.
1948 nahm sie am Weltkongress der Intellektuellen für den Frieden in Wrocław (Breslau) teil, wo sie unter anderem Porträts von Pablo Picasso, Irène Joliot-Curie und Dominique Desanti anfertigte. 1957 reiste sie nach Israel, um das Leben in einem Kibbuz zu erfahren. Da Julia Pirottes Ehemann schon länger verstorben war, heiratete sie 1958 den polnischen Wirtschaftswissenschaftler Jefim Sokolski. Dieser starb 1974. Als Journalistin arbeitete sie noch bis 1968. In den 1980er Jahren fing ihre Fotografie an, an Popularität zu gewinnen. Aufmerksamkeit erhielt sie u. a. 1980 durch die Präsentation ihrer fotografischen Werke aus Marseille bei der Ausstellung Rencontres de la Photographie d’ Arles. In den kommenden Jahren folgten noch weitere Ausstellungen u. a. in New York, Stockholm, Charleroi etc. 1989 spendete sie ihre den Großteil ihrer Arbeit dem Museum der Fotografie in Charleroi. Einen kleineren Teil ihrer Fotografien schenkte sie nach den Umbrüchen in Polen von 1989/90 dem Jüdischen Historischen Institut in Warschau, darunter auch die 16 Fotografien aus Kielce.
1996 erhielt sie den Orden der Künste und Literatur vom Französischen Kultusministerium verliehen. Am 25. Juli 2000 starb Julia Pirotte im Alter von 93 Jahren und liegt auf dem Powązki-Friedhof in Warschau begraben.

## Das Leben als Fotografin
Julia Pirottes Zugang zur Fotografie entstand erst über Umwege. Nach vielen Jahren des politischem Aktivismus, wird die Résistance-Kämpferin Suzanne Spaak auf Pirottes journalistische Arbeit aufmerksam und empfiehlt ihr die Verwendung einer Kamera. Als Fotojournalistin nutzt Pirotte diese oft als dokumentarisches Werkzeug für Aufklärung sowie für die Verbindung von Leser und Ereignis. Den Höhepunkt entsprechend entstandener Werke kennzeichnet ihre Zeit während des Zweiten Weltkriegs in Marseille, wo sie das Leben der Bewohner und die Stadt unter den Bedingungen des Vichy-Regimes festhält und die erkämpfte Befreiung der Stadt dokumentiert. Aus der Perspektive der Teilnehmerin positionieren sich ihre Fotografien als Berührungspunkt zwischen Betrachter und Protagonist, wobei der Eindruck großer Natürlichkeit mitschwingt. Die investigativen Aufnahmen der Auswirkungen des Pogroms von Kielce stellen lebensnahe Beiträge zu den blutigen Nachwirkungen des Krieges dar. Des Weiteren entstehen auch viele Portraitaufnahmen, die von Menschen erstellt wurden, die ihren Weg kreuzten, aber ebenso Abbildungen von bekannten Künstlern wie z. B. Pablo Picasso.

### Fotografin des Widerstands
In Marseille entstand nicht nur Julia Pirottes letztes Porträt ihrer Schwester Mindla Diament, sondern auch eine große dokumentarische Arbeit des Zustandes von Marseille und seinen Bewohnern während des Zweiten Weltkriegs. Sie erstellte Porträts von Straßenkindern, Aufnahmen von Familien aus dem Internierungslager Bompard, Bilder der Nachbarschaft der Arbeiterklasse, hielt die kämpferische Mentalität der Menschen vor und während dem Aufstand 1944 fest und dokumentierte den Schaden, den das Vichy-Regime bzw. die Nazis an der Stadt und Menschen anrichteten.
Auffallend bei den Werken aus dieser Zeit ist, dass sie einen hohen Echtheitsgehalt aufweisen. Viele Fotografien scheinen aus dem Leben gegriffen. Personen schauen oft nicht in die Kamera und erwecken den Anschein, sich auch nicht beobachtet zu fühlen. Bewegungsunschärfe, angeschnittene Winkel und die Normalperspektive sind markante Elemente ihrer „Straßenfotografie“. Die Werke wirken wie kalkulierte Schnappschüsse, die Menschen in den Umständen ihrer Zeit und Situation authentisch dokumentieren. Selbst die Porträtaufnahmen wirken wenig „gekünstelt“ und scheinen spontan entstanden zu sein. Die dargestellten Subjekte sind in einfachen Posen und natürlichen Gesichtsausdrücken abgelichtet und wirken dabei gelassen und natürliche Wirkung.
Einige Werkbeispiele:
- Julia Pirotte, Mädchen in Bompard Camp. Bompard Camp, Marseille, Frankreich, 1942.[7]
- Julia Pirotte, A combattante, Marseille 1944.[8]
- Julia Pirotte, L’Insurrection, Marseille, 1944.[9]

#### Fotografische Dokumentation des Aufstandes von Marseille 1944 und ihr Nachwirken
Pirottes Pressefotografie diente als Mittel, um Aufmerksamkeit auf ein Thema zu ziehen und dabei zwei Welten zu verbinden. Die Welt jener, die das historische Ereignis (z. B. den Aufstand in Marseille) erleben und die derer, die darüber erfahren. Ihre Fotografien beeinflussten die Rezeptionsbildung des Ereignisses bei den Betrachtern. Die Fotografien entstanden aus dem Blickwinkel einer unmittelbar involvierten Person, aus der Sicht der Unterdrückten, dank ihrer hohen Qualität machte Pirotte die Ereignisse erlebbar und greifbar. Ihr progressives Weltbild setzte sie auch sehr bewusst fotografisch um etwa bei der Darstellung von Geschlechterstereotypen.
Als 1944 der Sturm auf die Normandie die Rückeroberung des besetzten Frankreichs einleitete, dauerte es nicht mehr lange, bis auch an anderen Landesteilen die deutschen Besatzer attackiert und zurückgedrängt wurden. Am 15. August 1944 startete die Operation Dragoon, in deren Rahmen die Résistance durch Sabotagearbeiten einen wichtigen Beitrag leistete. Mit der Landung alliierter Truppen an der Côte d’Azur sollte die deutschen Truppen auch in der Provence zurückdrängt werden. Der Aufstand von Marseille war dabei eine große Hilfe, denn die Stadt galt als wichtiger Versorgungspunkt während der Operation. Innerhalb der Stadt stellten sich Aufständische den deutschen Truppen entgegen und außerhalb umzingelten Alliierte die Stadt. Am 29. August waren die Nazis vertrieben.
In der fotografischen Arbeit von Julia Pirotte, wurde die Befreiung als ein Akt lokaler Helden porträtiert, die unabhängig von der Hilfe der Alliierten Kräfte zu den Waffen griffen und die Befreiung ihrer Stadt einleiteten. Dabei verbinden die Bilder den Betrachter mit den Protagonisten ihrer Werke auf eine natürliche Art und Weise. Ein Beispiel ihrer Gestaltungsweise ist auf der Titelseite einer Ausgabe der Zeitung La Marseillaise vom 25. August 1944 in einer Serie von drei Fotografien zu sehen. Der Titel lautet „La prise de la préfecture de Marseille“ (Die Einnahme der Präfektur von Marseille). Auf der ersten Fotografie sind zwei mit Gewehren bewaffnete Widerstandskämpfer zu sehen, die in einer Straße in der Stadt unterwegs sind. Sie sind einfach gekleidet und schauen ernst und motiviert zum Betrachter, der aus erhöhter Perspektive positioniert ist. Festgehalten mit Bewegungsunschärfe und im scharfen Winkel, wirkt die Aufnahme, als sei sie im Vorbeigehen entstanden, etwa aus einer etwas erhöhten Eingangstüre fotografiert wie ein flüchtiger Blick eines vorbeigehenden bzw. aus der Tür tretenden Passanten. Dadurch entsteht ein Effekt der Teilhabe und Realismus. Dies wird im mittleren Bild fortgeführt. Zu sehen ist eine Ansammlung jubelnder Männer, die dem Betrachter zugewandt sind und diesen angucken. Hiervon sind zwei, einer in der rechten, der andere in der linken Ecke des Bildes zu erkennen. Sie strecken die französische Fahne empor, welche sich wie ein Segel waagrecht über die Gruppe hebt. Auch diese Fotografie ist gekennzeichnet durch Bewegungsunschärfe und Normalperspektive. Die dritte Aufnahme der Reihe zeigt vier Männer, die Munition aus einem Lkw laden und gleich wie bei den ersten beiden Fotos in Richtung des Betrachters schauen.
Betrachtet man die Bilder von links nach rechts chronologisch, so wird eine Geschichte erzählt vom Angriff, der Eroberung und der Vorbereitung auf den nächsten Kampf. Dies wird auch durch die Titelgebung unterstützt: 1. Ein FTP bewaffnet mit einem vom Feind eroberten Maschinengewehr. 2. Die Patrioten zeigen ihre Freude nach der Eroberung der Präfektur und 3. Von den FTP den Deutschen entrissen. Alle Werke zusammen zeigen eine Stadt mit Einwohnern, die für ihre Heimat kämpfen und dabei Erfolge erzielen. Durch den Eindruck des vorbeigehenden Passanten bekommen diese Geschehnisse mehr Glaubwürdigkeit und Natürlichkeit.
Während im vorigen Beispiel keine Frauen zu sehen sind, stellte Pirotte auch die weibliche Beteiligung am Aufstand dar. Ein Beispiel sind zwei Fotografien aus einer Ausgabe des Rouge-Midi vom 3. September 1944 mit begleitendem Text, der ebenfalls der Fotografin zuzuschreiben ist. Dieser trägt den Titel „Die Rolle der Frauen in der Schlacht“ und thematisiert Aufgaben und Bedeutung der Frauen bei diesem Ereignis. Vor allem m Text wird dabei besonders betont, dass Frauen neben den traditionell weiblichen Tätigkeiten, wie Versorgung und Kinderbetreuung, auch Waffentransport und Fälschung von Dokumenten übernahmen und dabei ein ebenso hohes Risiko eingingen und Leistungen erbrachten wie Männer. Die erste Fotografie befindet sich auf der Titelseite: eine Helm tragende Frau führt erhobenen Armes eine Gruppe von Männern und Frauen an, die im Begriff sind, einen Verwundeten in Sicherheit zu bringen. Sie bewegen sich auf den Betrachter zu, der aus einem kippenden Winkel auf das Geschehen blickt. Die Szenerie erinnert an Delacroixs Die Freiheit führt das Volk. Die Fotografie auf der vierten Seite, die neben Pirottes Artikel positioniert wurde, zeigt Frauen, die Kleidung an Kinder übergeben.
Das Narrativ der Befreiung durch die lokale Bevölkerung überdauerte den Krieg. Marseille wurde zum Sinnbild des französischen Anteils an der Befreiung des Landes. Deutlich wurde dies u. a. durch die französische Zeitschrift Combattre, die ein Jahr nach der Befreiung, eine Ausgabe mit gleichnamigen Titel (Die Befreiung von Marseille) veröffentlichte. Alle 42 Fotografien stammen von Julia Pirotte. Die Zielgruppe waren ehemalige, politisch aktive Widerstandskämpfer. Die Fotografien gleichen denen der genannten Beispiele, wobei die aktive Rolle der Einwohner Marseilles im Vordergrund steht. Diese Akzentsetzung steht im Kontrast zur Darstellung britischer und amerikanischer Filme, die v. a. die vom Krieg verwahrlosten Landschaften des besiegten Landes zeigen.
Erst ab Anfang der 1980er Jahre wurde Pirottes Werk einem größeren Publikum bekannt, zum Beispiel mit einer Ausstellung anlässlich der Rencontres d’Arles (1980). Weitere Ausstellungen fanden in Paris, Stockholm, New York, Warschau und mehrfach in Charleroi statt.

## Ausstellungen
- 1979
  - Polnischer Schriftstellerverein (PL)
  - Internationales Filmfestival in Moskau (UdSSR)
- 1980
  - Internationales Fotografenreffen, Arles (F)
- 1981
  - Stadtbibliothek von Beaune, (F)
  - Museum für Photographie in Stockholm (S)
- 1982
  - Museum der Schönen Künste Warschau(PL)
  - Museum für Fotografie, Charleroi(B)
- 1983
  - Nationalmuseum , Breslau (PL)
  - Vrais Rêves Galerie, Lyon (F)
  - Internationale Buchbibliothek, Walbrzych (PL)
  - Kulturzentrum Kalisz(PL)
- 1984
  - Internationales Zentrum für Fotografie(ICP) New York (U.S.A.)
  - FNAC, Marseille (F)
- 1986
  - Quinnipiac College Hamden (U.S.A.)
- 1989
  - Universität von Hartford(U.S.A.)
- 1994
  - Ein Fotograf in der Résistance – Jüdisches Museum von Belgien, Brüssel & Fonds Musée de la Photographie, Charleroi. (B)
  - Buch und Ausstellung im FNAC Marseille(F)
- 1995
  - Eine Fotografin in der Résistance – Espace Génériques, Paris & Fonds Museum of Photography, Charleroi (B)
- 2002
  - Biennale von Lüttich & Fonds des Museums für Fotografie, Charleroi (B)
- 2023
  - Julia Pirotte, Fotografin und Widerstandskämpferin – Gedenkstätte der Shoah , Paris (F)
  - Der bestimmende Blick. Bilder jüdischen Lebens im Nachkriegspolen  – Leibniz-Institut für jüdische Geschichte und Kultur  – Simon Dubnow (D)

## Sammlungen
- Nationalbibliothek, Paris (F)
- Museum für Fotografie in Charleroi (B)
- Nicéphore Niépce Museum, Chalon-sur-Saône (F)
- Fotografiska Museet, Stockholm (S)
- Jüdisches Historisches Institut Emanuel Ringelblum, Warschau (PL)
- Nationalmuseum, Kattowitz (PL)
- Kunstmuseum, Lodz (PL)
- Holocaust Museum, Washington (Vereinigte Staaten)
- Internationales Zentrum für Fotografie, New York (Vereinigte Staaten)
- Galerie des Fotografen, London (GB)
- Universitätsbibliothek Nanterre (F)
- Ministerium für Veteranenangelegenheiten, Paris (F)
- Armeemuseum, Paris (F)
- Verband der Veteranen des Widerstands, Marseille (F)
- Pariser Shoah-Gedenkstätte (F)
- Museum für Fotografie in Antwerpen (B)
- Archiv der Künstlerinnen